# Mieczysław Wojczak
Mieczysław Wojczak   (Chorzów, 23 de gener de 1951) fou un jugador d'handbol polonès que va competir entre les dècades de 1960 i 1980.
El 1976 va prendre part en els Jocs Olímpics de Mont-real, on va guanyar la medalla de bronze en la competició d'handbol. Quatre anys més tard, als Jocs de Moscou, finalitzà en setena posició en la mateixa competició.
Amb la selecció polonesa d'handbol va jugar un total de 149 partits oficials entre 1970 i 1980. A nivell de clubs jugà amb els equips polonesos MKS Chorzów (1966-1969), AZS Katowice (1970-1972), Pogoni Zabrze (1972-1980), per posteriorment jugar amb dos equips belgues, el Initia HC Hasselt (1981-1986) i l'Sporting Neerpelt (1986-1989). Amb aquests equips belgues, amb qui compaginà les tasques de jugador i entrenador, guanyà tres lligues i una copa.